# Стилнішоара
Стилнішоара (рум. Stâlnișoara) — село у повіті Алба в Румунії. Входить до складу комуни Бучум.
Село розташоване на відстані 301 км на північний захід від Бухареста, 34 км на північний захід від Алба-Юлії, 67 км на південний захід від Клуж-Напоки.

## Населення
За даними перепису населення 2002 року у селі проживали 23 особи, усі — румуни. Усі жителі села рідною мовою назвали румунську.